# Christa Oenicke
Christa Oenicke (* 2. Dezember 1934 in Königsberg; † 2004) war eine deutsche Schauspielerin.

## Leben
Beim jüngeren Publikum erlangte Oenicke als Prinzessin Rosine in Herbert B. Fredersdorfs Märchenfilm Der gestiefelte Kater (1955) große Bekanntheit. 1958 spielte sie im Schlosstheater Celle in Nora oder Ein Puppenheim. Sie war lange Jahre in Berlin engagiert.
2004 verstarb Oenicke im Alter von 69 Jahren an Brustkrebs.

## Filmografie
- 1954: Die glücklichen Tage (Fernsehfilm)
- 1955: Der gestiefelte Kater
- 1956: Herr Hesselbach und die Firma
- 1956: Zehn Jahre und drei Tage (Fernsehfilm)
- 1959: Der König ist tot (Fernsehfilm; Stimme)
- 1962–1965: Jedermannstraße 11 (Fernsehserie, 5 Folge)
- 1967: Von Null Uhr Eins bis Mitternacht – Der abenteuerliche Urlaub des Mark Lissen (Fernsehserie, eine Folge)
- 1968: Kidnap – Die Entführung des Lindbergh-Babys (Fernsehfilm)
- 1969: Finke & Co. (Fernsehserie, eine Folge)
- 1971: Familie Bergmann (Fernsehserie, eine Folge)
- 1986: Die Wicherts von nebenan (Fernsehserie, eine Folge)
- 1989: Killer kennen keine Furcht (Fernsehfilm)